# Révolte des esclaves de New York de 1712

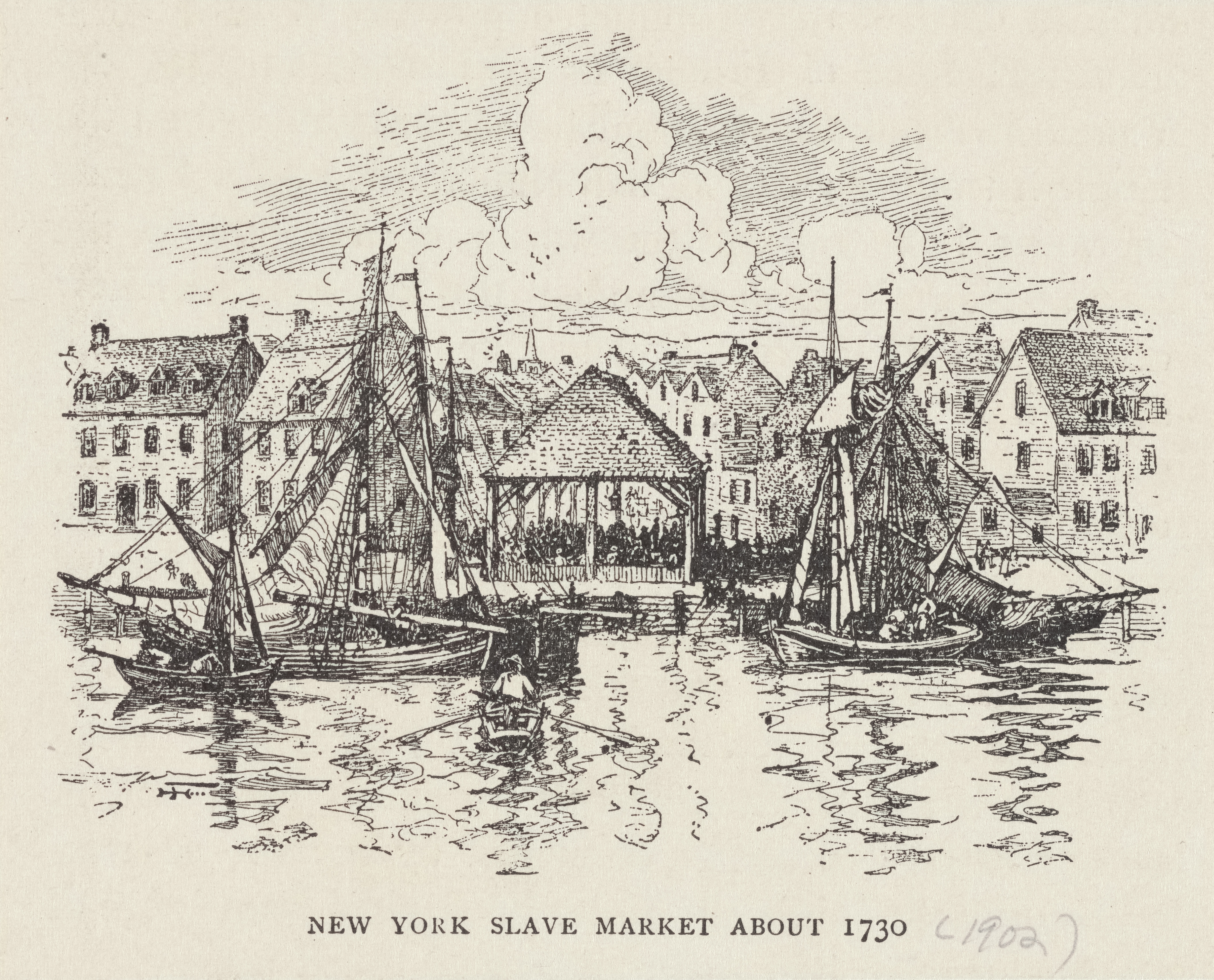
Le marché aux esclaves noirs et amérindiens situé au bout de Wall Street, vers 1730.

La révolte des esclaves de New York de 1712 correspond au soulèvement de 23 esclaves noirs dans la ville de New York, alors colonie britannique, au cours duquel neuf Blancs sont tués, soit par arme à feu, soit lynchés, et six autres blessés. Après la révolte, vingt-et-un esclaves sont exécutés (brûlés vifs ou suppliciés par la roue).

## Historique

### Contexte
À New York, certains facteurs facilitaient la rébellion. Il y était plus facile pour les esclaves de planifier un complot que dans les plantations. Les esclaves vivaient à proximité les uns des autres ce qui rendait la communication facile. Ils travaillaient souvent avec des affranchis, une situation qui était impossible dans une plantation.

### Déroulement de la révolte
Les esclaves se sont retrouvés au milieu de la nuit du 6 avril 1712 et ont mis le feu à un bâtiment sur Maiden Lane, près de Broadway. Alors que les colons blancs tentaient d'éteindre l'incendie, les insurgés les attaquèrent avant de fuir.
Soixante-dix noirs sont arrêtés et emprisonnés. Six se seraient suicidés, vingt-sept sont jugés et vingt-et-un sont condamnés à mort (vingt sont brulés vifs et un est supplicié par la roue, une forme d'exécution qui n'était alors plus utilisé pour les blancs).

### Conséquences sur la vie des Noirs
Après la révolte, les lois régissant la vie des Noirs à New York sont rendues plus restrictives. Les Afro-Américains ne sont plus autorisés à se rassembler dans des groupes de plus de trois, à porter des armes et le jeu est également interdit. D'autres crimes, tels que des atteintes à la propriété, le viol, et la conspiration criminelle deviennent passibles de la peine de mort. Les Noirs affranchis n'ont plus le droit de posséder des terres. Les propriétaires d'esclaves qui décident d'affranchir leurs esclaves doivent désormais payer un impôt de 200 livres, soit une somme beaucoup plus importante que le prix d'un esclave.